# Handley Page Halifax
O Handley Page Halifax foi um dos principais bombardeiros estratégicos quadrimotores da Royal Air Force na Segunda Guerra Mundial. 
Contemporâneo do famoso Avro Lancaster, o Halifax permaneceu em serviço até o fim da guerra, realizando outras tarefas além do bombardeio. O Halifax foi também operado durante a por esquadrões da Força Aérea Real do Canadá e Força Aérea Real Australiana, além das França Livre e Polônia. 
Depois da guerra, ainda foi usado pelas forças aéreas do Egito, França e Paquistão, este último aposentou suas aeronaves nos anos 60. A produção total atingiu até 6 178 exemplares.

## Especificações (Mk III)
Características gerais:

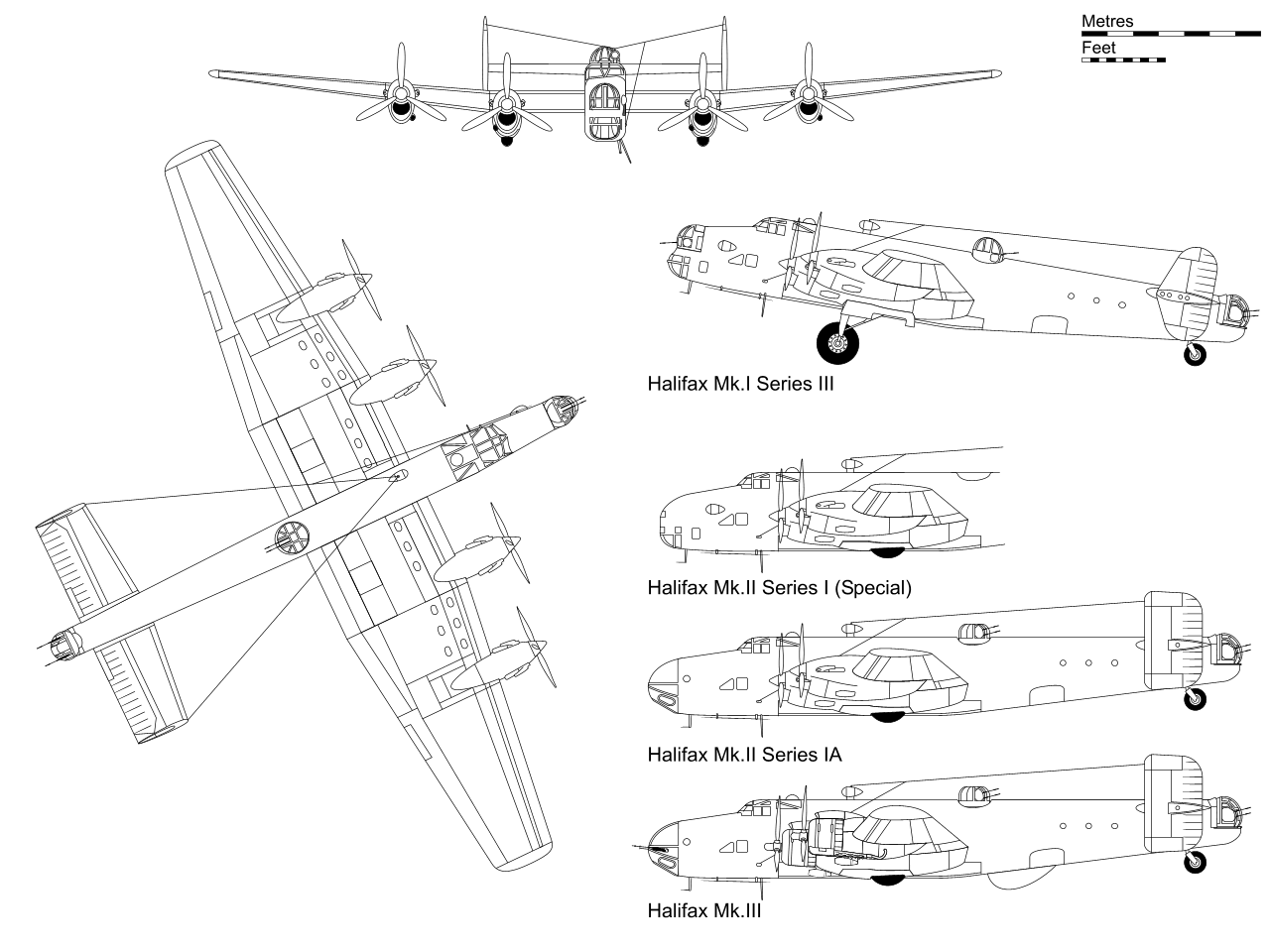

- Tripulação: 7 (piloto, co-piloto/engenheiro de voo, navegador, bombardeador, operador de rádio/artilheiro, dois artilheiros)
- Comprimento: 71 pés 7 em (21,82 m)
- Envergadura: 104 pé 2 em (31,75 m)
- Altura: 20 pés 9 pol (6,32 m)
- Área de asa: 1 190 ft² (110,6 m²)
- Peso carregado: 54 400 lb (24.675 kg)
- Motorização: 4 × Bristol Hercules XVI radial, 1 615 hp (1,20 kW) cada

Desempenho:
- Velocidade máxima: 282 mph (454 km/h/246 kn) a 13 500 pés (4.115 m)
- Faixa: 1 860 mi (3 000 km) de combate
- Teto de serviço: 24 000 pés (7 315 m)
- Taxa de subida: 750 pés/min (3,8 m/s)
- Asa de carga: £ 45,7/ft² (223,1 kg/m²)
- Energia/massa: 0,12 hp/lb (195 W/kg)

Armamento:
- Canhões/Metralhadoras: 8 × .303  (7,7 mm) Browning M1919 (4 na torre dorsal, 4 na cauda), 1 × .303 (7,7 mm) metralhadora Vickers K (no nariz)
- Bombas: 13 000 lb (5 897 kg) de bombas